# Szenenanalyse
Eine Szenenanalyse stellt eine Art der Textanalysen dar, die insbesondere bei Theaterstücken, die in Szenen unterteilt sind, angewendet wird.
Das Schreiben einer Szenenanalyse erfolgt nach einem Schema und kann – je nach Ausführlichkeit – sehr komplex werden. Im Wesentlichen ist eine Szenenanalyse in drei Abschnitte zu unterteilen: Einleitung, Hauptteil und Schluss. Des Weiteren erfolgt häufig eine „inhaltliche Gesamteinordnung“. Diese dient dazu, die zu analysierende Szene mit dem Kontext des Stückes und allen für die Analyse wichtigen Aspekten zu verknüpfen.

## Gliederung einer Szenenanalyse

### Einleitung
In der Einleitung, häufig auch Einleitungssatz genannt, sollten alle grundlegend wichtigen Informationen zur Szene, aber auch zu dem Gesamtwerk, aus dem die Szene stammt, dargelegt werden. Zu den grundlegend wichtigen Informationen zählen: Werktitel, Autor, Erscheinungsjahr, Art des Werkes (Drama, Komödie) und das Thema des Werkes. Zu einer Einleitung zählt außerdem eine Einordnung der Szene in das Gesamtwerk. Diese dient dazu, dass der Leser alle Geschehnisse, die im Hauptteil analysiert werden, nachvollziehen kann.
Die Länge der Einleitung kann variieren. Vor allem bei der Angabe des Werkthemas ist auf Prägnanz zu achten.

#### Beispiel für eine Einleitung anhand von „Kabale und Liebe“ (Friedrich Schiller)
Werktitel, Autor, Jahr der Veröffentlichung bzw. Uraufführung und Genre – außerdem: die klassischen Aspekte bzw. drei Aristotelischen Einheiten von Zeit, Personen und Ort ansprechen, speziell die „Einheit der Zeit“ in Form der Position der Szene im Gesamtwerk – hierauf wird allerdings näher noch in der inhaltlichen Einordnung (siehe oben) eingegangen.
- Die neunte Szene des vierten Aktes des von Friedrich Schiller im Jahr 1784 uraufgeführten Dramas „Kabale und Liebe“ handelt davon, […]
- Grobe Angaben zum Thema des Werkes (Wichtig: Sollte nicht zu ausführlich sein!): „[…] dass Lady Milford den Hof des Fürsten verlassen möchte. […]“
- Einheit der Person: Das heißt, dass alle Personen, die involviert sind, aufgeführt werden: „[…] In die Szene sind Lady Milford, ein Kammerdiener, Sophie, der Hofmarschall und die Dienstschaft der Lady involviert. […]“
- Einheit des Schauplatzes: Das heißt, wo sich die Szene abspielt: „[…] Schauplatz der Szene ist das Palais des Fürsten. […]“

### Hauptteil
Im Hauptteil findet die eigentliche Analyse respektive Interpretation statt. Hierbei gilt das Prinzip: Inhalt wiedergeben, (Interpretations-)These aufstellen und anhand des Textes belegen. Belege werden bei einer Szenenanalyse in Form von Zitaten beigefügt. Bei der Analyse kann in zwei Arten vorgegangen werden:
- Linear: Schritt-für-Schritt den Text durcharbeiten und analysieren. Diese Methode wird meist als leichter empfunden, hat aber den Nachteil, dass sie dem Verfasser wenig Spielraum für einen interpretativen Fokus lässt.
- Aspektgeleitet: Hier werden vorab wichtige Aspekte der Szene herausgestellt, die sukzessive analysiert werden. Bei dieser Vorgehensweise kann man sich beispielsweise auf eine bestimmte Thematik fokussieren. Diese Methode wird häufig als schwerer empfunden, lässt dem Verfasser jedoch mehr Freiheiten.

### Schluss bzw. Fazit
Der Schluss dient dazu, eine Gesamtübersicht über das Analyseergebnis zu schaffen, aber auch dazu, ein persönliches Fazit zu ziehen. Hierbei kann sich zum Beispiel auf den historischen Hintergrund bezogen werden. Überdies kann sich auf die Relevanz der Szene bezogen werden (Inwieweit ist die Szene für das Stück relevant?).